# Korak
Korak é o nome mangani de John 'Jack' Clayton, Visconde de Greystoke, o filho de Tarzan e Jane Porter.

## Histórico
Jack apareceu pela primeira vez como uma criança no romance Eternal Love (mais tarde renomeado para The Eternal Savage), em que o Homem Macaco e sua família desempenham papéis secundários. Sua próxima aparição (ainda como uma criança) foi em The Beasts of Tarzan, o terceiro romance Tarzan, em que ele foi raptado e levado para a África. A história de sua juventude e de crescimento para a maturidade foi contada no quarto romance, O Filho de Tarzan, em que ele retornou à África e viveu na selva, levando pela primeira vez o nome Korak ("Assassino", na língua mangani). A maioria das referências a ele foram como "Korak o assassino."
Na metade do livro, ele se relaciona com Meriem, uma menina árabe que resgata de uma briga. Os dois correm soltos na floresta durante anos antes de serem separados. Depois de muitas aventuras, Korak a reencontra e resolvem se casar.
Korak foi usado mais tarde como um personagem coadjuvante no oitavo até o décimo livro na série: Tarzan, O Terrível, Tarzan e o Leão de Ouro
e Tarzan e os Homens Formiga. O último dos três também menciona brevemente que Korak e Meriem tiveram um filho, 'Jackie'. A série Bunduki de J.T. Edson e autorizado pelos herdeiros de Edgar Rice Burroughs, tem Korak e sua neta Dawn como um dos dois personagens principais.

## Em outras mídias

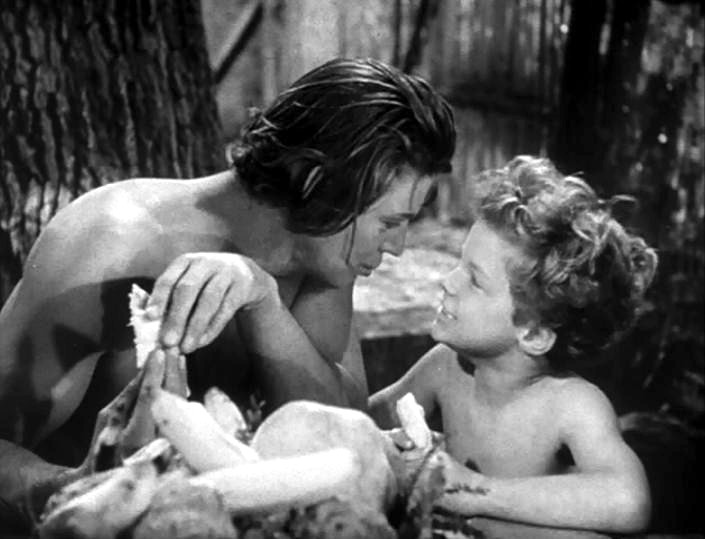
Johnny Weissmuller (Tarzan) e Johnny Sheffield (Boy), em Tarzan Finds a Son! de1939.

Além dos romances de Burroughs, Korak também apareceu no seriado cinematográfico O Filho de Tarzan (1920), além de várias tiras e revistas em quadrinhos.
Nos filmes estrelados por Johnny Weissmuller, Korak foi substituído por um filho adotivo chamado Boy (interpretado por Johnny Sheffield). Tarzan e Jane nunca se casaram nesses filmes (apenas nos livros), e a substituição foi feita para evitar a censura. Nos quadrinhos da Dell Comics dos anos cinquenta, que combinavam materiais a partir dos livros e dos filmes, o filho de Tarzan também foi chamado Boy. Quando os quadrinhos Tarzan passaram a ser mais fiéis aos romances a partir dos anos 60, Boy desapareceu e o filho de Tarzan passou a ser chamado de Korak, que ganharia sua própria revista em quadrinhos.